# Tremataspis
Tremataspis is een geslacht van uitgestorven kaakloze vissen uit de klasse der Osteostraci, die leefden in het Siluur.

## Kenmerken
Soorten uit dit geslacht werden ongeveer 10 cm lang. Het opvallendste kenmerk was een lang benig kopschild, in dwarsdoorsnee bijna cirkelrond. De ogen en het neusgat lagen boven het midden ervan aan de voorzijde. Het kopschild reikte tot halverwege het lichaam.

## Vondsten

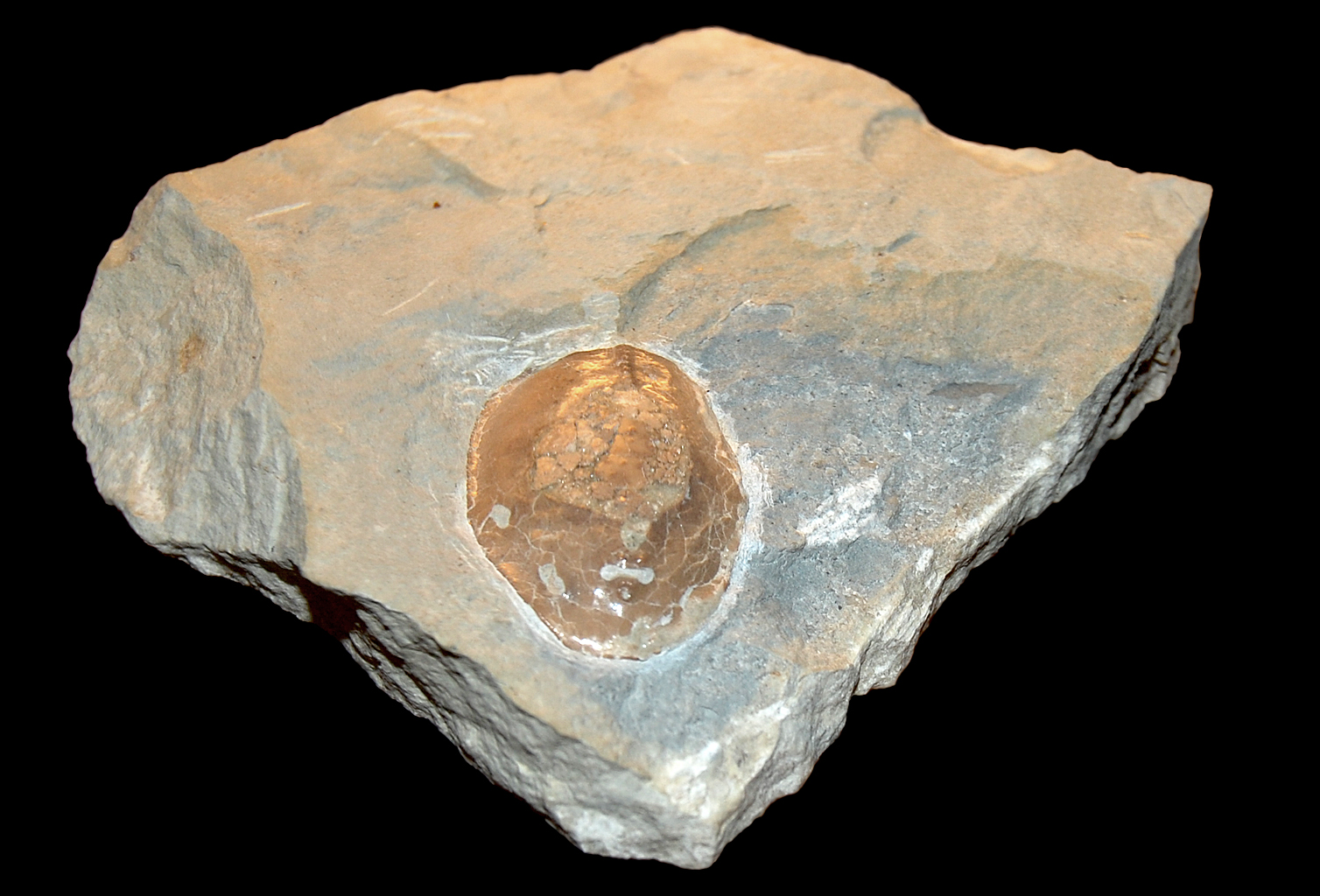
fossiel van een Tremataspis in het Naturhistorisches Museum van Wenen

Fossielen zijn gevonden in Rusland.